# ARNs asociados a Piwi
Los ARNs asociados a Piwi (Piwi-ARNs, piARNs o piRNAs por sus siglas en inglés) son una tercera clase de ARN interferente que impide la expansión de los elementos genéticos egoístas (los transposones). Este grupo de moléculas de la ruta de los ARNi ha sido el último en identificarse, y es por tanto el menos conocido, aunque su estudio está introduciendo nuevos puntos de vista para la comprensión de los mecanismos de interferencia por ARN. A diferencia con los miARNs (que también están codificados en el genoma), la producción de los piARNs, que median la actividad silenciadora en esta ruta, se inicia a partir de unas pocas regiones maestras de control en el genoma. La naturaleza de los tránscritos primarios que generan los piARNs es aún poco conocida, pero durante su procesamiento se producen cortes similares a los que tienen lugar en la ruta del ARNi (para más información, ir a siRNAs, sección "Definición y modo de funcionamiento"), que define los extremos 5' de los piARNs maduros.

## Descubrimiento
Cuando estaban realizando los trabajos iniciales para caracterizar miARNs, Aravin y colaboradores en el laboratorio de T.Tuschl  en 2003 clonaron poblaciones totales de ARN pequeños, procedentes de diferentes estadios de desarrollo de Drosophila. Además de los miARNs del tamaño que esperaban (∼22-nucleótidos), Aravin y colaboradores también obtuvieron una fracción de ARNs entre 24 y 29 nt. Estos ARNs presentaban una característica que los distinguía de los miARNs: carecían completamente de la zona de complementariedad miARN/miARN* que se encuentra en la estructura precursora en horquilla de los miARNs (ver la sección "Biogénesis y procesamiento" de los miARNs). Esto implica que los ARNs de 24 a 29 nt siguen una ruta de biogénesis diferente de la ruta de los miARNs. La mayor parte de estos nuevos ARNs correspondían a zonas repetitivas del genoma de Drosophila o a transposones, y por tanto se denominaron "ARN interferentes pequeños asociados a repeticiones" (repeat-associated small interfering RNAs o rasiRNAs).
En la misma época, se detectaron en Caenorhabditis elegans algunas mutaciones que, a la vez que eliminaban la ruta del ARNi, producían un aumento de la movilidad de los transposones, lo que sugería que ambos procesos (ARNi y transposones) estaban relacionados. Sin embargo, la ruta del ARNi en moscas procesa ADN de doble hebra en siRNAs cortos de 21 nt, diferentes de los rasiRNAs de 24 a 29 nt, por lo que eran necesarios más estudios que investigaran la relación entre el ARNi y los transposones.

## Los piRNAs se asocian específicamente a Piwi
En general, los ARN pequeños que funcionan en RNAi se asocian a proteínas de la familia "Argonauta", formando el complejo RISC (RNA-induced silencing complex) (para más información, véase El complejo RISC). En este complejo, la proteína Argonauta proporciona la actividad bioquímica que corta el ARNm diana e interacciona con otras proteínas, mientras que el ARN pequeño confiere la especificidad de sustrato, a través de la complementariedad de su secuencia. Las proteínas Argonauta comparten un dominio PAZ (Piwi, Argonauta, Zille) y un dominio Piwi característicos, y de acuerdo con su secuencia se pueden agrupar en tres familias:
- la subfamilia Argonauta
- la subfamilia Piwi
- una tercera subfamilia, específica de C. elegans

En el caso de Drosophila, se han identificado 5 proteínas Argonauta:
- Ago1 y Ago2 pertenecen a la subfamilia Argonauta y están implicadas en silenciamiento post-transcripcional; las proteínas de la subfamilia Argonauta se expresan en muchos tejidos somáticos.
- Ago3, Aubergine (Aub) y Piwi representan la subfamilia Piwi; las proteínas de la subfamilia Piwi se expresan fundamentalmente en la línea germinal (aunque se han definido algunas funciones somáticas).

Varios estudios han demostrado que las proteínas de la subfamilia Piwi se asocian a una población diferenciada de ARN pequeños en Drosophila, ratones, ratas y peces cebra.
Todos los piARNs presentan en común el hecho de que carecen de secuencias genómicas vecinas para formar una horquilla. Por ello, en todas las especies los piARNs deben originarse a partir de un tipo diferente de precursor que los miARNs. Los rasiRNAs de Drosophila se pueden considerar un subgrupo dentro de los piARNs, y como ocurre en C.elegans, en Drosophila también se ha demostrado genéticamente la importancia de Piwi para el silenciamiento de los transposones. Por otro lado, ratones mutantes para Mili o Miwi (dos proteínas de ratón homólogas de Piwi) presentan mayor movilidad de los elementos transponibles, lo que sugiere que los piARNs en ratón también están asociados al control de los transposones.
Sin embargo, no todos los piARNs son homólogos de secuencias repetidas y transposones: en ratones y ratas, la proporción de secuencias repetidas en el genoma es del 40%, y sin embargo las repeticiones representan sólo el ∼17% de todos los piARNs, mientras que una distribución al azar debería generar ∼40% de secuencias repetidas entre los piARNs. 
Una característica común a todos los piARNs (y que los diferencia de los miARNs) es que derivan de un número limitado de “puntos calientes” en el genoma. Esta capacidad de generar piARNs está conservada en regiones sinténicas (en genética clásica, el concepto de sintenia describe la co-localización física de loci en el mismo cromosoma dentro de un individuo o especie; el concepto está relacionado con el de ligamiento genético) – por ejemplo, entre el ratón y la rata – pero las secuencias específicas de los piARNs no están conservadas. Quizá los puntos calientes están asociados con estructuras específicas de la cromatina, o son necesarios para generar dichas estructuras, y su importancia puede ir más allá de la producción de piARNs. En Drosophila, este agrupamiento define loci reguladores maestros para el control de transposones. Por ejemplo, el locus flamenco (que controla la expansión de ‘’gypsy’’ y otros elementos móviles) ejerce su función desarrollando una respuesta de piARNs contra esas secuencias. Brennecke y colaboradores propusieron que los loci reguladores maestros representan un sitio para la memoria genética de los transposones en moscas. Sin embargo, no está claro por qué la producción de piARNs necesita estar concentrada en regiones específicas.

## Biogénesis de los piRNAs
Los ARN interferentes mejor conocidos, los siRNAs y los miARNs, se generan respectivamente a partir de un precursor de doble hebra o en horquilla; estos precursores son procesados por enzimas ARNasas III. En moscas, los ARN de doble hebra (dsARNs) largos son procesados por Dicer-2 (Dcr-2), para generar dúplex de siRNAs de <21 nt. Los miARNs primarios (pri-miARNs), son primero procesados por Drosha en el núcleo para producir precursores de miARNs (pre-miARNs), luego son exportados al citoplasma y terminados de procesar por Dicer-1 (Dcr-1) para generar dúplex miARN/miARN* de <22 nt (ver los artículos sobre siRNA y miRNA para más información). 
Por analogía, originalmente se pensó que los rasiRNA de Drosophila debían ser procesados por una actividad ARNasa III similar a Dicer. Sin embargo, en Drosophila, tanto Dcr-1 como Dcr-2 son innecesarias para la producción de piARNs, y en el pez cebra líneas germinales homocigotas mutantes para dicer presentan niveles normales de piARNs.
Por tanto, si los piARNs no necesitan la actividad de Dicer, ¿cómo se generan? Los esfuerzos de secuenciación a gran escala muestran que los piARNs que se encuentran adyacentes a localizaciones genómicas, normalmente presentan la misma orientación, aunque ocasionalmente cambian este sesgo en la hebra dentro de un cluster que genera piARNs. Esta disposición sugiere que los piARNs podrían generarse a partir del procesamiento secuencial de un precursor de ARN de hebra simple largo y probablemente único. Pero son necesarios más estudios que clarifiquen las rutas precisas de biogénesis de los piARNs.